# دی جون
دی جون (به چینی: 帝俊) که با نام امپراتور جون نیز شناخته می‌شود، یکی از ایزدان بلندمرتبه در اساطیر چین به‌شمار می‌رود. دی جون خداوندگار آسمان، ایزد خاور و پدر ده ایزد خورشید در آسمان و برفراز زمین بود. او دارای دو همسر به نام‌های شی‌هه و چانگ شی بود و نقشی اساسی در افسانه‌های اساطیر چین دارد. یکی از برجسته‌ترین افسانه‌های که دی جون در آن نقش دارد، افسانه‌ای مربوط به تیرانداز ایزدی «یی» است که اساساً ایزد نجومی است.
زمانی ده خورشید در آسمان قرار داشت و همهٔ آن‌ها در درختی غول‌آسا به نام فو سانگ خانه داشتند که در چشمه آب گرم به سمت شرق می‌رویید. همهٔ این خورشیدها در زمرهٔ ایزدان، فرزندان ایزد آسمان، دی جون و ایزدبانو شی‌هه (آمیزهٔ نفَس) بودند. از سوی والدین آن‌ها مقرر شده بود که هر یک از این خورشیدها فقط باید در گردش باشند و بدرخشند، اما ده خورشید مزبور از این نظم رنجیدند، پس طرحی ریختند که امور را به نفع خود تغییر دهند. آن‌ها تصمیم گرفتند که همه بی‌درنگ بر درخت فو سانگ ظاهر شوند و به شکل نامشخص در آنجا بمانند. این باعث شد که به زودی خشکسالی و بدبختی به ساکنان جهان روی کرد و یائوی چابک، فرمانروای انسان‌ها و میانه‌روی زمین، دی جون را وا داشت که این وضعیت را درست کند. دی جون به فرزندان شورشگر خود فرمان داد که نظم قدیم به نوبت، ظاهر شدن را از سر گیرند، اما آن‌ها که اکنون از آزادی خود لذت می‌بردند، از این کار سر باز زدند. دی جون تیرانداز بزرگ آسمانی، «یی» را فرستاد تا آن‌ها را بترساند و بر سر جای خود بنشاند. به هر حال، یی از دست خورشیدها به خشم آمد و نه تای آن‌ها را از درخت فو سانگ فرو افکند.